# René Depestre
René Depestre est un poète, romancier et essayiste né le 29 août 1926 à Jacmel en Haïti.
Il publie en 1945  son premier recueil de poèmes, Étincelles. Activiste politique, il doit quitter Haïti après l'arrivée au pouvoir d'un régime militaire. Il s'installe à Paris et y suit des cours à la Sorbonne. Il rejoint Cuba en 1959 et soutient le nouveau régime de Fidel Castro, puis déçu par l'orientation de la révolution notamment après l’affaire du poète cubain  Heberto Padilla en 1971, René Depestre décide de quitter l’île en 1978.
Dans les années 1980, il s'installe à Lézignan-Corbières. Son roman Hadriana dans tous mes rêves reçoit le Prix Renaudot en 1988.

## Biographie
René Depestre est né en 1926 en Haïti, à Jacmel. Il suit ses études primaires chez les Frères de l’Instruction chrétienne. Son enfance restera toujours une source d'inspiration : « Chaque fois que je prends la plume, je suis aussitôt projeté dans un matin jacmélien frémissant de lumière et de chants d’oiseaux ». Sa mère lui fait découvrir des cérémonies vaudou. En 1936, son père décède. Il va alors vivre chez sa grand-mère qui le place comme apprenti tailleur ; il apprend alors la coupe et la couture.
De 1940 à 1944, il suit ses études secondaires au sein du lycée Alexandre-Pétion à Port-au-Prince. En 1942, alors que René Depestre est en classe de troisième, il se lie d'amitié avec le poète cubain Nicolás Guillén, leur relation dure jusqu'à la rupture de René Depestre avec le régime castriste.
En 1945, il crée, avec d'autres jeunes intellectuels haïtiens, la revue littéraire La Ruche et publie un premier recueil de poèmes, Étincelles. Il est marqué par la visite d'André Breton, sur invitation de Pierre Mabille, à Port-au-Prince. Depestre est dès cette époque reconnu comme un poète et un opposant au régime. En 1946, il  participe avec Gérard Lafontant et Gérald Bloncourt au mouvement révolutionnaire qui permet de renverser Élie Lescot. Mais à l'arrivée à la tête du pays d'un régime militaire, il est arrêté et emprisonné puis obligé de quitter son île.
Il s'installe à Paris  où il suit des études de lettres et de sciences politiques à la Sorbonne entre 1946 et 1950. Il réside alors au pavillon de Cuba à la Cité Universitaire Internationale et y rencontre de nombreux Cubains, ce qui forgera son amour pour ce pays voisin d'Haïti. Il côtoie aussi les poètes surréalistes et il s'intéresse de près au mouvement de la négritude, mais il se méfie déjà d'un certain radicalisme en la matière et prône  une ouverture qui donnera ensuite l'antillanité théorisée par son ami Édouard Glissant, qui aboutira à la notion de créolité développée plus tard par Raphaël Confiant. Il croise la route de Leopold Sedar Senghor et entame une longue relation d'amitié avec Aimé Césaire. Très proche des mouvements de la décolonisation, il est expulsé du territoire français.
Il rejoint la Hongrie avec sa femme, Edith Gombos Sorel, Juive d'origine hongroise, qu'il a épousée en 1949. Elle apparaît dans ses poèmes sous le nom de Dito. Il s'installe à Prague qu'il doit quitter en 1952. Il rejoint Cuba mais le régime de Fulgencio Batista le fait expulser. Il voyage dans le monde, réside notamment au Brésil et au Chili où il organise avec ses amis Pablo Neruda et Jorge Amado le Congrès continental de la culture. Après être repassé par Paris où il participe au Congrès des écrivains et artistes noirs en 1956, il revient finalement à Cuba en 1959, à la suite de l'invitation de son ami Nicolás Guillén et de Che Guevara,.
Il travaille avec Che Guevara sur un projet de débarquement à Haïti pour y chasser la dictature de "Papa Doc". L'opération est finalement annulée par Fidel Castro après l'échec d'un débarquement similaire mené en République dominicaine contre Leónidas Trujillo,.
Il continue à écrire des poésies et publie notamment Minerai noir en 1956, traduit en russe en 1961 par Pavel Antokolski, dans lequel il évoque les souffrances et les humiliations de l'esclavage.

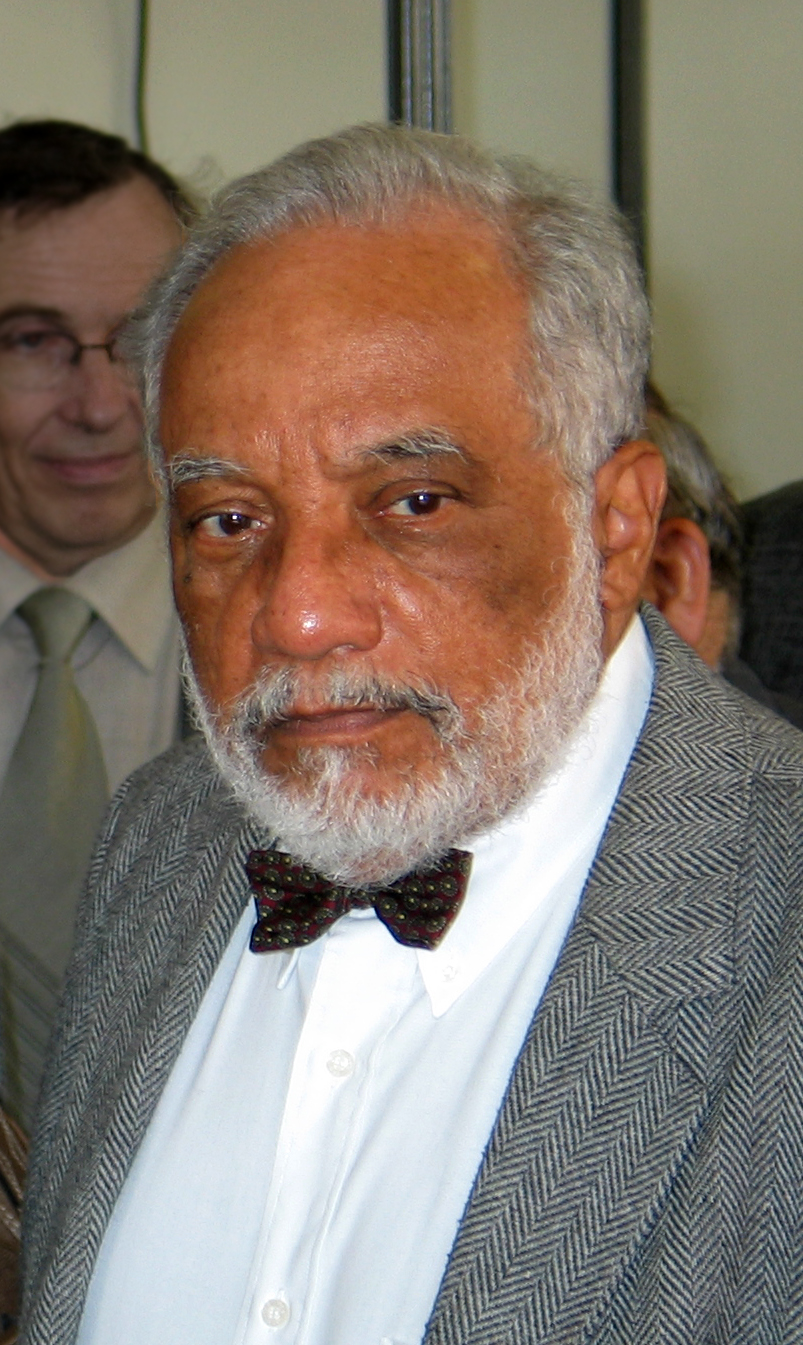
René Depestre au Festival international de géographie en 2003.

S'il reconnaît au régime de Fidel Castro le combat pour la décolonisation totale de l'Afrique et l'abolition du racisme institutionnel à Cuba, il critique cependant le manque de liberté d'expression. Depestre est responsable de l'imprimerie nationale et ce poste lui permet d'effectuer de nombreux voyages dans le monde communiste, au cours desquels ils rencontre notamment Hô Chi Minh et Mao Zedong. En 1971, lors du procès et de l’incarcération du poète cubain Heberto Padilla, il défend publiquement ce dernier et dénonce les dérives du régime politique instauré à Cuba. À la suite de cette prise de position, il est écarté du pouvoir castriste et relégué à l'université de La Havane où il doit donner des cours à des policiers déguisés en faux étudiants : « Ma chaire était une fausse chaire et j’étais un faux professeur qui s’adressait à de faux étudiants. ». Pour René Depestre : « C’est difficile, pour un poète, d’être un bon stalinien ». De ses vingt années à Cuba, il reconnait « des acquis sur le plan de la santé, de l’éducation, de l’émancipation des femmes ». En 2016, il se considère toutefois « réconcilié » avec Cuba.   
Placé en résidence surveillée par Fidel Castro, René Depestre parvient à fuir Cuba et s'installe à Paris en 1978 avec sa seconde épouse, la cubaine Nelly Compano. Il y travaille de nombreuses années pour l'UNESCO grâce à la recommandation d'Amadou-Mahtar M’Bow.
René Depestre poursuit son œuvre d'écrivain-poète à Lézignan-Corbières où il s'est installé dans les années 1980. En 1988, il a reçu le prix Renaudot pour son roman Hadriana dans tous mes rêves.
Un important fonds René Depestre (photographies, manuscrits, correspondance...) est conservé à la Bibliothèque francophone multimédia de Limoges.
Il est par ailleurs l'oncle de Michaëlle Jean, secrétaire générale de l'Organisation internationale de la francophonie et ex-gouverneure générale du Canada.

## Récompenses
Son roman Hadriana dans tous mes rêves (1988) reçoit le Prix Renaudot, le Prix du roman de la Société des gens de lettres et le Prix du roman de l'Académie royale de langue et de littérature françaises de Belgique. En 1991, il remporte le Prix Tchicaya U Tam'si pour la poésie africaine, et en avril 2007, il est le lauréat du prix Robert Ganzo de poésie pour son livre Rage de vivre édité aux éditions Seghers. Il reçoit un Coup de cœur Parole Enregistrée et Documents Sonores en 2019 de l’Académie Charles-Cros, proclamé le 15 septembre 2019 au Jardin du Musée Jean de la Fontaine à Château-Thierry

## L'œuvre

### Poésie
- Étincelles, Port-au-Prince, Imprimerie de l'État, 1945.
- Gerbe de sang, Port-au-Prince, Imprimerie de l'État, 1946.
- Végétations de clarté, préface d'Aimé Césaire, Paris, Seghers, 1951.
- Traduit du grand large, Paris, Seghers, 1952.
- Minerai noir, Paris, Présence Africaine, 1956.
- Journal d'un animal marin, Paris, Seghers, 1964.
- Un Arc-en-ciel pour l'Occident chrétien, Paris, Présence Africaine, 1967.
- Cantate d'octobre, édition bilingue, La Havane, Institut du Livre; Alger, SNED, 1968.
- Poète à Cuba, préface de Claude Roy, Paris, Oswald, 1976.
- En état de poésie, Paris, Éditeurs français réunis, 1980.
- Au matin de la négritude, préface de Georges-Emmanuel Clancier, Paris, Euroediteur, 1990.
- Journal d'un animal marin, choix de poèmes 1956-1990, Paris, Gallimard, 1990.
- Anthologie personnelle, Arles, Actes Sud, 1993.
- Adieu à la Révolution et En fils créole de la francophonie, dans Écrire la «parole de nuit», la nouvelle littéraire antillaise, Paris, Gallimard, coll. « Folio essais », 1994, 53-57.
- Non-assistance à poètes en danger, préface de Michel Onfray, Paris, Seghers, 2005.
- Étincelles suivi de Gerbes de sang, Port-au-Prince, Presses Nationales d'Haïti, 2006.
- Rage de vivre, œuvres poétiques complètes, Paris, Seghers, 2007, 528 p.

### Prose
- Pour la révolution pour la poésie, essai, Montréal, Leméac, 1974.
- Le Mât de Cocagne, roman, Paris, Gallimard, 1979; Folio, 1998.
- Bonjour et adieu à la négritude, essai, Paris, Laffont, 1980; 1989.
- Alléluia pour une femme-jardin, récits, Paris, Gallimard, 1981; Folio, 1986, 1990.
- Hadriana dans tous mes rêves, roman, Paris, Gallimard, 1988; Folio 1990.
- Éros dans un train chinois, nouvelles, Paris, Gallimard, 1990; Folio, 1993.
- Les aventures de la créolité, lettre à Ralph Ludwig, dans Écrire la «parole de nuit», la nouvelle littéraire antillaise, Paris, Gallimard, coll. « Folio essais », 1994, p. 159-170.
- La mort coupée sur mesure dans Noir des Îles, collectif, Paris, Gallimard, 1995, p. 95-126.
- Vive la lecture, dans En quête du livre, collectif, Paris, Paroles d'aube, 1997.
- Ainsi parle le fleuve noir, Paris, Paroles d'Aube, 1998.
- Le Métier à métisser, essai, Paris, Stock, 1998.
- Comment appeler ma solitude, Paris, Stock, 1999.
- Encore une mer à traverser, Paris: La Table Ronde, 2005.
- L'Œillet ensorcelé et autres nouvelles, Paris, Gallimard, 2006.
- Popa Singer, Paris, Éditions Zulma, 2016.

### Traductions
- Nicolas Guillen, Le Grand Zoo, Paris, Seghers, 1966.
- Poésie cubaine, 1959-1966, anthologie Heberto Padilla, édition bilingue, La Havane, Institut du Livre, 1967.
- Roberto Fernández Retamar, Avec les mêmes mains, Paris, Oswald, 1968.
- César Fernández Moreno, Un catalogue de vieilles automobiles, Paris, Saint-Germain-des-Prés/Unesco, 1988.

### Préfaces
- Amin Khan, Arabian blues, Saint-Brieuc, MLD, 2012.

## Filmographie
- René Depestre - romancier et poète de Sarah Maldoror (5 min - documentaire) 1984
- René Depestre : Chronique d'un animal marin de Patrick Cazals (63 min - documentaire) 2004